# Cục Lãnh sự (Việt Nam)
Cục Lãnh sự là cơ quan trực thuộc Bộ Ngoại giao, thực hiện chức năng tham mưu, giúp Bộ trưởng Bộ Ngoại giao thực hiện chức năng quản lý nhà nước chuyên ngành về công tác lãnh sự và hoạt động di cư của công dân Việt Nam ra nước ngoài; tổ chức thực thi pháp luật đối với chuyên ngành lãnh sự theo phân cấp, ủy quyền của Bộ trưởng.
Chức năng, nhiệm vụ, quyền hạn và cơ cấu tổ chức của Cục Lãnh sự được quy định tại Quyết định số 2678/QĐ-BNG ngày 19 tháng 9 năm 2017 của Bộ trưởng Bộ Ngoại giao.

## Lịch sử phát triển
- Xem thêm: Giới thiệu Cục Lãnh sự

Năm 1946, Phòng Hành chính - Kiều dân được hình thành ngay từ khi thành lập Bộ Ngoại giao nước Việt Nam Dân chủ Cộng hòa.
Tháng 7/1954, Bộ Ngoại giao chuyển từ Chiến khu Việt Bắc về Hà Nội, Phòng Hành chính-Kiều dân được đổi tên thành Phòng Lãnh sự trực thuộc Văn phòng Bộ.
Ngày 24/4/1957, Thủ tướng Chính phủ đã ra Quyết định số 174-TTg thành lập Vụ Lãnh sự thuộc Bộ Ngoại giao.
Ngày 25/01/1994, Cục Lãnh sự được thành lập trên cơ sở Vụ Lãnh sự theo Quyết định số 50/1994/QĐ – BNG.

## Nhiệm vụ và quyền hạn
Theo Điều 2, Quyết định số 2678/QĐ-BNG ngày 19 tháng 9 năm 2017 của Bộ trưởng Bộ Ngoại giao, Cục Lãnh sự có các nhiệm vụ, quyền hạn chính trong thực hiện chức năng quản lý nhà nước về:
- Ký kết và thực hiện các điều ước quốc tế, thỏa thuận quốc tế; hợp tác quốc tế trong lĩnh vực lãnh sự.
- Xuất cảnh, nhập cảnh của công dân Việt Nam và người nước ngoài.
- Bảo hộ lợi ích của Nhà nước, quyền và lợi ích hợp pháp của công dân và pháp nhân Việt Nam ở nước ngoài.
- Quản lý tổ chức và hoạt động của Quỹ Bảo hộ công dân và pháp nhân Việt Nam ở nước ngoài theo quy định.
- Chứng nhận lãnh sự, hợp pháp hóa lãnh sự, tương trợ tư pháp và tống đạt văn bản cho văn bản Việt Nam ở nước ngoài.
- Quản lý hoạt động di cư của công dân Việt Nam ra nước ngoài.
- Công tác liên quan đến quốc tịch, hộ tịch.
- Quản lý nghiệp vụ lãnh sự và hỗ trợ các cơ quan đại diện Việt Nam và Sở Ngoại vụ Thành phố Hồ Chí Minh.
- Quản lý cơ quan đại diện nước ngoài và người nước ngoài tại Việt Nam.
  1. Giúp Bộ trưởng quản lý hoạt động của Văn phòng đại diện của Tổ chức Di cư Quốc tế và các tổ chức quốc tế khác tại Việt Nam theo sự phân công của Bộ trưởng.
- Quản lý, chỉ đạo công tác lãnh sự của các cơ quan ngoại vụ địa phương.
- Công tác thông tin, tin học và công tác nghiên cứu (thuộc phạm vi quản lý của Cục).

## Lãnh đạo Cục[3]
- Cục trưởng: Doãn Hoàng Minh[4]
- Phó Cục trưởng: Phạm Hoàng Tùng[5]
- Phó Cục trưởng: Lương Thanh Quảng[6]
- Phó Cục trưởng: Phan Thị Minh Giang

## Cơ cấu tổ chức
(Theo Khoản 2, Điều 3, Quyết định số 2678/QĐ-BNG ngày 19 tháng 9 năm 2017 của Bộ trưởng Bộ Ngoại giao)
- Văn phòng Cục
- Phòng Pháp lý lãnh sự
- Phòng Xuất nhập cảnh
- Phòng Lãnh sự ngoài nước
- Phòng Quan hệ lãnh sự
- Phòng Hợp pháp hóa lãnh sự
- Phòng Di cư quốc tế
- Phòng Bảo hộ công dân

## Bê bối

### Vụ các chuyến bay giải cứu
Từ khi dịch Covid-19 bùng phát, theo thông tin từ Bộ Ngoại giao, Việt Nam tổ chức gần 800 chuyến bay, đưa hơn 200.000 công dân từ hơn 60 quốc gia và vùng lãnh thổ về nước. Tuy nhiên nhiều người dân phải mua vé rất đắt và thủ tục rườm rà. Ngày 27/1/2022, Bộ Ngoại giao đã ra quyết định đình chỉ công tác đối với 4 cán bộ Cục Lãnh sự (gồm: Cục trưởng Nguyễn Thị Hương Lan, Phó Cục trưởng Đỗ Hoàng Tùng, Chánh Văn phòng Cục Lê Tuấn Anh và Phó trưởng Phòng Bảo hộ công dân Lưu Tuấn Dũng) để phục vụ công tác điều tra. Cùng ngày, Cơ quan An ninh điều tra Bộ Công an đã khởi tố, bắt tạm giam 4 cá nhân nêu trên về tội “Nhận hối lộ” để xét duyệt cấp phép cho các công ty thực hiện chuyến bay đưa Công dân Việt Nam từ nước ngoài về nước nhằm trục lợi cá nhân theo quy định tại Điều 354 Bộ luật Hình sự.
Đến tháng 3, bà Hoàng Diệu Mơ (42 tuổi, Tổng giám đốc Công ty TNHH Thương mại du lịch và Dịch vụ hàng không An Bình) cũng bị khởi tố, bắt tạm giam với cáo buộc Đưa hối lộ. 
Ngày 14-4, Bộ Công an đã ra quyết định khởi tố bị can và thực hiện lệnh bắt tạm giam ông Tô Anh Dũng - thứ trưởng Bộ Ngoại giao, ông Phạm Trung Kiên - chuyên viên Vụ Trang thiết bị và công trình y tế Bộ Y tế, và ông Vũ Anh Tuấn - nguyên cán bộ Cục Quản lý xuất nhập cảnh Bộ Công an để điều tra về hành vi nhận hối lộ. 

#### Nhận xét
Tại cuộc họp báo thường kỳ Chính phủ tháng 4/2022, Trung tướng Tô Ân Xô, Người phát ngôn Bộ Công an cho biết, hoạt động của các đối tượng trong vụ án này rất tinh vi, số người tham gia đông, phạm vi rộng, cả trong nước và ngoài nước gồm một số cơ quan, ban, ngành trung ương, địa phương, xảy ra trong thời gian dài. 